# Футбольный матч Италия — Бразилия (1982)
Матч сборной Италии и сборной Бразилии — футбольный матч, состоявшийся между национальными сборными Италии и Бразилии на стадионе «Саррия» в Барселоне 5 июля 1982 года. Последний матч в группе C второго группового этапа чемпионата мира по футболу 1982. Матч выиграла команда Италии со счетом 3:2, итальянский нападающий Паоло Росси оформил хет-трик. В результате Бразилия выбыла из турнира, а Италия впоследствии выиграла его. 
Этот матч был назван одним из величайших футбольных матчей всех времён.

## Предыстория
Бразилия выиграла все три своих матча первого группового этапа, включая победы над Шотландией (4:1) и Новой Зеландией (4:0), и считалась фаворитом турнира перед его началом. В первом матче второго группового этапа Бразилия обыграла южноамериканских соперников и чемпионов мира Аргентину со счетом 3:1.
Италия начала турнир с трёх ничей в первом групповом этапе и заняла второе место в своей группе. Итальянская сборная вышла во второй групповой этап только благодаря тому, что забила на один гол больше, чем Камерун, занявший третье место. В первом матче второго этапа Италия победила со счетом 2:1 Аргентину. К тому времени нападающий Паоло Росси, незадолго до турнира вернувшийся в футбол после двухлетней дисквалификации из-за коррупционного скандала, ни разу не забил гол на турнире, чем вызвал споры о том, должен ли он находиться в команде.

## Ход матча
Счёт во встрече сборных Бразилии и Италии открыл Паоло Росси. Он получил пас от Антонио Кабрини на пятой минуте встречи, пробил головой по воротам с шести ярдов и отправил мяч в сетку. Спустя семь минут гол забил бразильский футболист Сократес, счёт стал 1:1. На 25-й минуте сборная Италии из-за недопонимания между защитниками сборной Бразилии забила второй мяч, Росси оформил дубль. На 33-й минуте матча Сократес получил возможность сравнять счёт, но мяч после удара головой был остановлен вратарём Дино Дзоффом. 
На 55-й минуте встречи Дзофф отразил удар Тониньо Серезо после того, как бразильский полузащитник вышел один на один с голкипером благодаря разрезающему пасу Зико. На 68-й минуте Пауло Роберто Фалькао получил пас от Жуниора и забил. 
На 75-й минуте после розыгрыша углового удара сборной Италии Марко Тарделли подхватил мяч и пробил с лёту, после чего мяч оказался у ног Паоло Росси. Росси отправил мяч в сетку с четырёх ярдов, оформил хет-трик и вывел сборную Италии вперёд. Спустя 5 минут Сократес вновь отличился за бразильскую сборную, но гол не был засчитан из-за офсайда. На 86-й минуте Италии ошибочно не засчитали четвёртый гол, забитый Джанкарло Антоньони. В последние мгновения игры Дино Дзофф совершил спасение ворот, парировав удар Оскара, и обеспечил выход Италии в полуфинал, где она встретилась со сборной Польши.

## Детали матча
| Италия | Бразилия |

| GK           | 1  | Дино Дзофф (c)        |     |     |
| DF           | 4  | Антонио Кабрини       |     |     |
| DF           | 5  | Фульвио Колловати     |     | 34' |
| DF           | 6  | Клаудио Джентиле      | 13' |     |
| DF           | 7  | Гаэтано Ширеа         |     |     |
| MF           | 9  | Джанкарло Антоньони   |     |     |
| MF           | 13 | Габриеле Ориали       | 78' |     |
| MF           | 14 | Марко Тарделли        |     | 75' |
| MF           | 16 | Бруно Конти           |     |     |
| CF           | 19 | Франческо Грациани    |     |     |
| CF           | 20 | Паоло Росси           |     |     |
| Запасные:    |    |                       |     |     |
| GK           | 12 | Ивано Бордон          |     |     |
| DF           | 3  | Джузеппе Бергоми      |     | 34' |
| MF           | 11 | Джампьеро Марини      |     | 75' |
| MF           | 15 | Франко Каузио         |     |     |
| FW           | 18 | Алессандро Альтобелли |     |     |
| Тренер:      |    |                       |     |     |
| Энцо Беарзот |    |                       |     |     |

| GK           | 1  | Валдир Перес    |  |     |
| RB           | 2  | Леандро         |  |     |
| CH           | 3  | Оскар           |  |     |
| CH           | 4  | Луизиньо        |  |     |
| CM           | 5  | Тониньо Серезо  |  |     |
| LB           | 6  | Жуниор          |  |     |
| CM           | 8  | Сократес (c)    |  |     |
| SS           | 10 | Зико            |  |     |
| LM           | 11 | Эдер            |  |     |
| RM           | 15 | Фалькао         |  |     |
| CF           | 9  | Сержиньо Шулапа |  | 69' |
| Запасные:    |    |                 |  |     |
| GK           | 12 | Пауло Сержио    |  |     |
| DF           | 13 | Эдевалдо        |  |     |
| DF           | 14 | Жуниньо Фонсека |  |     |
| MF           | 7  | Пауло Изидоро   |  | 69' |
| FW           | 19 | Ренато          |  |     |
| Тренер:      |    |                 |  |     |
| Теле Сантана |    |                 |  |     |

| Боковые судьи: Чан Там Сун (Гонконг) Богдан Дочев (Болгария) | Правила матча - 90 минут. - Максимум две замены. |

## Влияние
Результат был воспринят многими как поражение не только сборной Бразилии, но и её атакующей философии от более организованных итальянцев. С тех пор этот матч был назван бразильской прессой «Трагедией Саррии» (португальский: A tragédia do Sarrià).
Результат матча оказал глубокое и долговременное влияние на бразильский футбол.
По словам Луизиньо, игрока сборной Бразилии в 1982 году, поражение изменило образ мышления бразильских тренеров, что привело к новой философии, основанной на оборонительном, контратакующем футболе — стиле футбола, в котором итальянцы сыграли против бразильцев.
Спортивный журналист Тим Викери описал поражение бразильцев так: «Для многих бразильских тренеров неудача команды 1982 года в победе на чемпионате мира <…> послужила доказательством идей, которые обсуждались в течение некоторого времени — начиная с резни от рук Бельгии в 1963 году и заканчивая поражением от Голландии на чемпионате мира 1974 года. Считалось, что физическое развитие игры означает необходимость пересмотра традиционных методов. Бразильским игрокам пришлось набирать вес — Рубенс Минелли, самый успешный отечественный тренер 70-х годов, хотел, чтобы его команда состояла из шестифутеров. А с меньшим пространством на поле будущее футбола заключается в контратаках, а не в тщательно продуманных попытках пройти через полузащиту». Тим Викери продолжил, заявив, что «эти мысли имели большой вес в бразильской игре. Они помогают объяснить, почему череда бразильских команд привлекла внимание взрывными прорывами на флангах, а не чередой треугольников полузащиты, которые восхищали Каппу и всех остальных в 1982 году. Когда бывший левый защитник "Мидлсбро" Бранко отвечал за молодежные команды Бразилии, он сказал мне, что с самого начала поиск больших, сильных молодых людей был приоритетом. Между тем бразильские тренеры стали любить распространять статистику о том, что шансы на взятие ворот снижаются, если ход содержит более семи передач ». Он также ранее заявлял в 2006 году, что «если бы Бразилия выиграла трофей в 1982 году, команда была бы более чем приятным воспоминанием. Они могут быть планом для будущих сторон, потому что победителей всегда копируют».
Дальнейший успех в 1994 и 2002 годах в преимущественно прагматичных, менее ярких стилях закрепил новую философию и практически похоронил традиционный стиль паса в прошлом.
Возникновение тики-така, стиля футбола, отчасти основанного на движущихся треугольниках, взаимообмене позициями и сложном пасе, очень напоминающем старый бразильский стиль паса, воплощённый в команде 1982 года, помогло частично восстановить престиж той команды. страна. Разгромное поражение бразильского стиля контратаки командами тики-така, а именно поражение Сантоса от «Барселоны» со счетом 4: 0 и поражение Бразилии от Германии со счетом 7: 1 на домашнем чемпионате мира в 2014 году, обнажило то, как бразильский футбол остался позади. В результате в 10-х годах 21-го века футбольная философия страны постепенно стала возвращаться к старому сложному стилю передачи, как показали недавние успехи «Гремио» и «Фламенго».